# Chorizagrotis kuijarensis
Chorizagrotis kuijarensis är en fjärilsart som beskrevs av Embrik Strand 1916. Chorizagrotis kuijarensis ingår i släktet Chorizagrotis och familjen nattflyn. Inga underarter finns listade i Catalogue of Life.